# ATP Tour World Championships 1999
La edición 30 de la Tennis Masters Cup se realizó del 23 al 28 de noviembre del 1999 en Hanóver, Alemania.

## Individuales

### Clasificados
- Andre Agassi
- Yevgeny Kafelnikov
- Gustavo Kuerten
- Thomas Enqvist
- Pete Sampras
- Nicolas Kiefer
- Todd Martin
- Nicolás Lapentti

### Grupo blanco
| Resultados Round Robin-Win | Result-Res | -Winner-Winner-Winner-Win | -Score-Score-Score-Score |
| -------------------------- | ---------- | ------------------------- | ------------------------ |
| Nicolas Kiefer (GER)       | derrota a  | Yevgeny Kafelnikov (RUS)  | 6–1, 4–6, 6–2            |
| Todd Martin (USA)          | derrota a  | Thomas Enqvist (SWE)      | 6–4, 6–1                 |
| Thomas Enqvist (SWE)       | derrota a  | Nicolas Kiefer (GER)      | 6–4, 7–5                 |
| Yevgeny Kafelnikov (RUS)   | derrota a  | Todd Martin (USA)         | 6–4, 1–6, 6–1            |
| Yevgeny Kafelnikov (RUS)   | derrota a  | Thomas Enqvist (SWE)      | 7–5, 3–6, 6–4            |
| Nicolas Kiefer (GER)       | derrota a  | Todd Martin (USA)         | 6–3, 6–2                 |

### Grupo rojo
| Resultados Round Robin-Win | Result-Res | -Winner-Winner-Winner-Win | -Score-Score-Score-Score |
| -------------------------- | ---------- | ------------------------- | ------------------------ |
| Andre Agassi (USA)         | derrota a  | Gustavo Kuerten (BRA)     | 6–4, 7–5                 |
| Andre Agassi (USA)         | derrota a  | Pete Sampras (USA)        | 6–2, 6–2                 |
| Andre Agassi (USA)         | derrota a  | Nicolás Lapentti (ECU)    | 6–1, 6–2                 |
| Gustavo Kuerten (BRA)      | derrota a  | Nicolás Lapentti (ECU)    | 6–1, 6–2                 |
| Pete Sampras (USA)         | derrota a  | Gustavo Kuerten (BRA)     | 6–2, 6–3                 |
| Pete Sampras (USA)         | derrota a  | Nicolás Lapentti (ECU)    | 7–6(2), 7–6(5)           |

| Resultados Etapa Final-Win | -Winner-Winner-Winner-Win | Result-Res | -Winner-Winner-Winner-Win | -Score-Score-Score-Score |
| -------------------------- | ------------------------- | ---------- | ------------------------- | ------------------------ |
| Semifinal                  | Andre Agassi (USA)        | derrota a  | Yevgeny Kafelnikov (RUS)  | 6-4 7-6(5)               |
| Semifinal                  | Pete Sampras (USA)        | derrota a  | Nicolas Kiefer (GER)      | 6-3 6-3                  |
| Final                      | Pete Sampras (USA)        | derrota a  | Andre Agassi (USA)        | 6-1 7-5 6-4              |

| Predecesor: 1998 | ATP World Tour Finals 1999 | Sucesor: 2000 |

- Datos: Q299102